# 内瓦塔莱
内瓦塔莱（Newa Talai），是印度拉贾斯坦邦Udaipur县的一个城镇。总人口4669（2001年）。

## 人口
该地2001年总人口4669人，其中男性2460人，女性2209人；0—6岁人口615人，其中男330人，女285人；识字率68.69%，其中男性为78.50%，女性为57.76%。